# Spathantheum orbignyanum
Spathantheum orbignyanum är en kallaväxtart som beskrevs av Heinrich Wilhelm Schott. Spathantheum orbignyanum ingår i släktet Spathantheum och familjen kallaväxter. Inga underarter finns listade.